# Bart the General
"Bart the General" är det femte fullängdsavsnittet av den amerikanska tecknade komediserien The Simpsons. Det sändes för första gången på FOX, den 4 februari 1990. Avsnittet handlar om att Bart Simpson har problem med skolans bråkstake, Nelson Muntz. Bart väljer att sätta hårt mot hårt och går ut i krig mot Muntz, vilket leder till att det senare dyker upp massor av referenser till klassiska krigsfilmer. Manuset skrevs av John Swartzwelder och avsnittet regisserades av David Silverman.

## Handling
Lisa Simpson bakar en plåt med muffins till sin lärare. Bart kräver att få en, men Lisa säger nej, Bart kallar henne då för "butt kisser" (rövslickare). Efter att han bett henne om ursäkt på skolbussen ger Lisa honom muffinsen hon tappade på golvet när bussen skakade. När de går av bussen tar en av Nelson Muntz kompisar muffinsarna, och när Bart säger till honom att lämna tillbaka dem, stampar han på dem. Bart hoppar på honom, men då kommer Nelson och lyfter upp Bart i tröjan. Bart fortsätter slåss och råkar träffa Nelson på näsan. Bart blir nervös och försöker stryka ett streck över allt, men misslyckas. Efter skolan slår Nelson Bart och slänger ner honom i en soptunna. Nelson sparkar iväg soptunnan och den stannar precis utanför Barts hem.
Väl hemma går Bart in i badrummet och börjar gråta. Pappan Homer kommer in och försöker trösta honom och använder en hårtork för att torka bort tårarna. Bart berättar för Homer och mamman Marge om Nelson, Homer försöker lära honom några fula knep för slagsmål, medan Marge tycker att han ska gå till rektorn, Seymour Skinner. Homer pressar Bart till att slåss, medan Marge tycker att han borde prata med Nelson. Bart tar Homers råd, och börjar träna slag på en sandsäck. Homer blir dock inte nöjd på hur Bart slår, utan hoppar på den, skakar och biter av en bit av den, medan Bart ser på. Sedan lär Homer ut några fula knep, med förklaringen att slagsmål är okej. Dagen efter utmanar Bart Nelson genom att slänga lera i ansiktet på honom. Detta retar dock bara upp honom och han misshandlar Bart ännu svårare. De knep Homer lärde honom visar sig vara värdelösa mot den större och starkare Nelson. Bart lyder nu Lisas råd och söker hjälp hos släktens tuffaste medlem, farfadern Abraham Simpson. Abraham tar med Bart till Herman, en krigsveteran som driver en vapenaffär. Herman förklarar krig mot Nelson och lär Bart strategi i totalt krig. Bart samlar ihop barn från skolan som själva blivit trakasserade av Nelson och bildar en armé. Efter ett långt och hårt träningsprogram anfaller de Nelson och hans vänner med vattenballonger. Nelsons vänner ger sig och själv tas han till fånga. Han hotar dock Bart att han ska döda honom så fort han släppts, vilket leder till att han får fortsätta vara fastbunden. Herman lyckas lägga fram ett stilleståndsavtal som både Bart och Nelson går med på. Freden firas med Marges nybakade muffins. Avsnittet slutar med att Bart håller en kort lektion för tittaren om varför krig aldrig är rättfärdigat (utom amerikanska frihetskriget, andra världskriget och krigen i Star Wars).

## Produktionen
"Bart the General" visade sig bli för långt för att man skulle kunna ha med den traditionella öppningssekvensen, därför var varken "svartatavlanskämtet" eller "soffskämtet" med. Efter simpsonsloggan visas en inzoomning på familjens hus, och själva handlingen börjar. David Silverman, som regisserade avsnittet, var rätt stressad eftersom han gjorde storyboarden till detta avsnitt samtidigt som han regisserade "Bart the Genius". Från början hade han tänkt använda Edwin Starrs sång "War" i avsnittet. Det lades dock ner när de kom fram till att sången inte passade in i storyn. Avsnittet hade också problem med censuren, som inte ville att figurerna skulle säga "family jewels" (amerikansk slang för testiklar) på bästa sändningstid. Producenterna struntade dock i kritiken och behöll "family jewels".
I "Bart the General" gjorde två nya figurer entré: Nelson Muntz som skulle komma att bli en flitigt återkommande figur, och Herman, som bara synts till i ett fåtal avsnitt. Hermans utseende var, bortsett från avsaknaden av ena armen, inspirerat av författaren John Swartzwelder. Hermans röst var delvis inspirerad av George H.W. Bush och gjordes av Harry Shearer. Grundidén med Herman var att för varje gång han skulle medverka skulle han dra en ny historia om varför han bara har en arm.

## Kulturella referenser
På grund av avsnittets tema görs flera referenser till krigsfilmer. Ett flertal dialoger, Bart som slår till en av hans soldater för att "being a disgrace" (vara en skam) och musiken är direkt hämtad från filmen Patton – Pansargeneralen (1970). Fox ägde rättigheterna till filmen, så det var inga problem att använda soundtracket. Marschscenerna är en nick till Stanley Kubricks Full Metal Jacket (1987). Det görs även referenser till Den längsta dagen (1962).

## Mottagande
På DVD-utgåvans kommentatorspår till "Bart the General" berättar Matt Groening att han blev förvånad över hur kontroversiellt avsnittet ansågs vara när det sändes första gången. Idag hade de gått mycket längre och för honom ses det idag som harmlöst. I boken I Can't Believe It's a Bigger and Better Updated Unofficial Simpsons Guide skrev författarna Warren Martyn och Adrian Wood "Some good lines and setpieces aside - we love Bart's fantasy of death at Nelson's hands - this episode nevertheless feels a bit unsure of itself, particularly towards the end." (bortsett från några bra repliker och fristående delar – vi älskar Barts fantiserande om hur Nelson dödar honom – känns avsnittet lite osäkert i sig självt, speciellt mot slutet.) I en recension av första säsongens DVD-utgåva gav David B. Grelck avsnittet betyget 3/5 och tillade "Another episode that helped to propel Bart's popularity into the stratosphere...". (Ännu ett avsnitt som bidrog till att skjuta Barts popularitet ut i stratosfären...)

## Användning i vetenskaplig forskning
"Bart the General" och Seinfeldavsnittet "The Tape" användes i ett experiment på Dartmouth College där man skulle studera hjärnans aktivitet i samband med komiska situationer i TV-serier. Resultatet publicerades 2004 i den vetenskapliga tidskriften Neurolmage. Forskarna noterade bland annat att "During moments of humor detection, significant [brain] activation was noted in the left posterior middle temporal gyrus ... and left inferior frontal gyrus" (i stunder då humor förekom noterades betydande [hjärn]aktivitet i vänstra, bakre, mellantemporära gyrus ... och vänstra, främre, lägre gyrus).